# Strong Arm of the Law
Strong Arm of the Law är det brittiska heavy metal-bandet Saxons tredje studioalbum, utgivet i oktober 1980. Albumet har guldstatus i Storbritannien. Samtliga låtar är skrivna av Biff Byford, Graham Oliver, Paul Quinn, Steve Dawson och Pete Gill.
Albumets sista spår, "Dallas 1 PM", handlar om mordet på John F. Kennedy.

## Låtförteckning
1. "Heavy Metal Thunder" – 4:20
2. "To Hell and Back Again" – 4:44
3. "Strong Arm of the Law" – 4:39
4. "Taking Your Chances" – 4:19
5. "20,000 Ft." – 3:16
6. "Hungry Years" – 5:18
7. "Sixth Form Girls" – 4:19
8. "Dallas 1 PM" – 6:29

## Musiker
- Biff Byford – sång
- Graham Oliver – gitarr
- Paul Quinn – gitarr
- Steve Dawson – elbas
- Pete Gill – trummor